# 1956 aux Territoires du Nord-Ouest
Chronologie des Territoires du Nord-Ouest
- 1952
- 1953
- 1954
- 1955
- 1956
- 1957
- 1958
- 1959
- 1960

Cette page concerne les événements survenus en 1956 dans le territoire canadien des Territoires du Nord-Ouest.

## Politique
- Premier ministre : Robert Gordon Robertson (Commissaire en gouvernement)
- Commissaire :
- Législature :

## Événements
- La population du territoire est de 19 313 habitants[réf. souhaitée].